# Алістратов Данило Вікторович
Данило Вікторович Алістратов (рос. Данила Викторович Алистратов; 30 жовтня 1990, м. Челябінськ, СРСР) — російський хокеїст, воротар. Виступає за «Лада» (Тольятті) у Континентальній хокейній лізі.
Вихованець хокейної школи «Трактор» (Челябінськ). Виступав за «Трактор» (Челябінськ), «Витязь» (Чехов).
У складі молодіжної збірної Росії учасник чемпіонату світу 2009. У складі юніорської збірної Росії учасник чемпіонатів світу 2008.